# Olof Bräutigam
Olof Bräutigam, född 21 mars 1910, död 29 september 1977, överingenjör på ESAB från 1936 och uppfinnare av en svetsteknik kallad "Begammetoden". Han var son till konsul August Bräutigam (1871-1970). Bräutigam var Nicaraguas vice konsul samt konsul i Göteborg 1949-1967 respektive 1967-1977 samt ordförande för Chalmers studentkår år 1935.